# Staatz (Herrschaft)
Die Herrschaft Staatz war eine Grundherrschaft im Viertel unter dem Manhartsberg im Erzherzogtum Österreich unter der Enns, dem heutigen Niederösterreich.

## Ausdehnung
Die Herrschaft, zu der auch der Edelsitze Siebenhirten zählte, umfasste zuletzt die Ortsobrigkeit über Staatz, Kautendorf, Enzersdorf, Ehrndorf, Waltersdorf, Frättingsdorf, Kottingneusidl, Föllim, Dominikalhof Rothensee und Wultendorf. Der Sitz der Verwaltung befand sich im Schloss Staatz.

## Geschichte
Letzter Inhaber der Allodialherrschaft war der k.k. Kämmerer Ferdinand Graf von Colloredo-Mannsfeld (1777–1848), bis diese in den Reformen 1848/1849 aufgelöst wurde.